# Mister Monde 1998
Ne doit pas être confondu avec Manhunt international 1998.

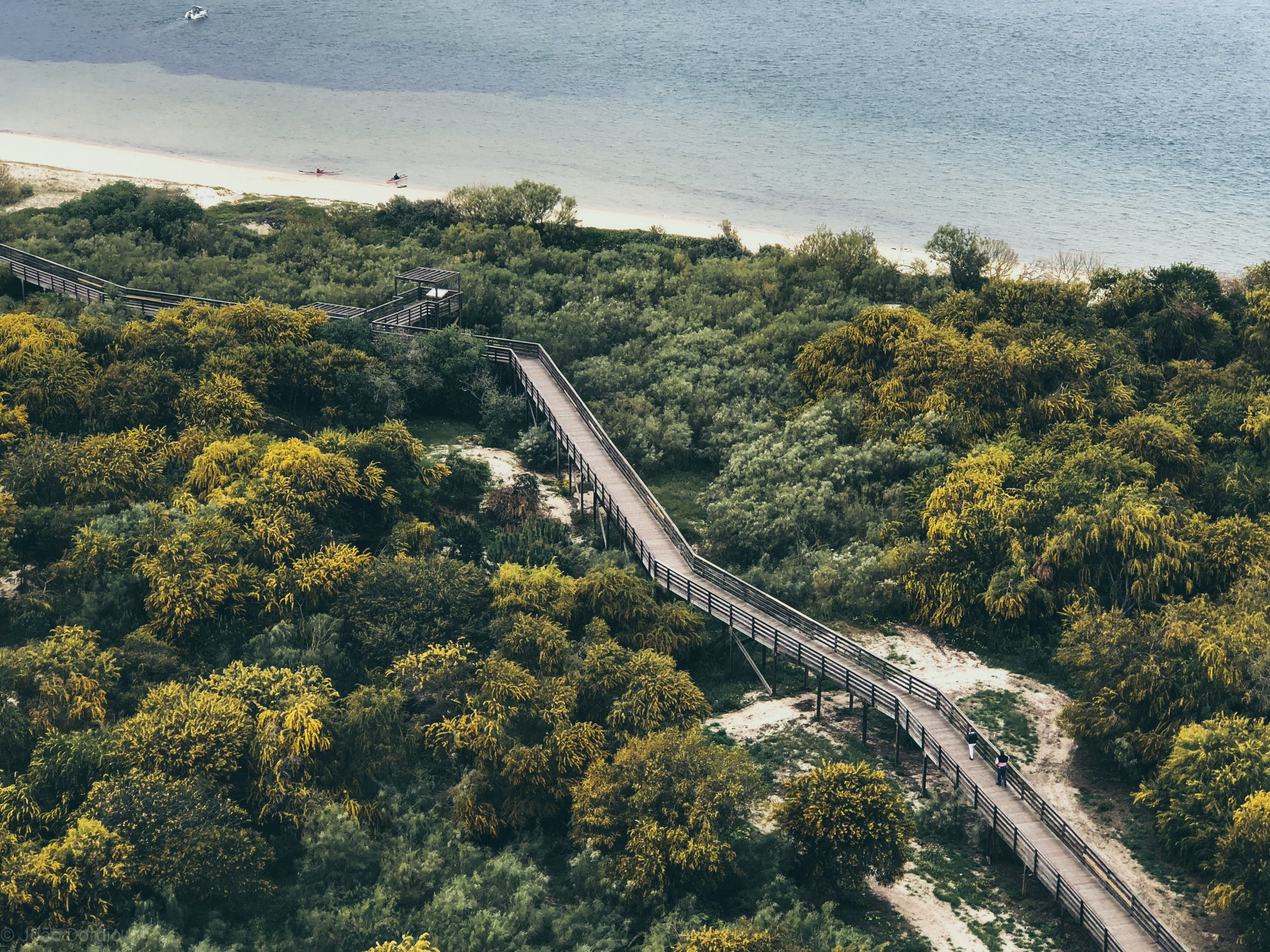
Troia en 2018

Mister Monde 1998 est le deuxième concours mondial de beauté masculine Mister Monde. L’élection se déroula le 18 septembre 1998 sur la péninsule de Tróia à Grândola (Portugal). Le titre a été remporté par le Vénézuélien Sandro Finoglio parmi les 43 participants. L’émission fut diffusée par SIC.

## Résultats

### Classement
| Place             | Candidats |
| ----------------- | --- |
| Mister Monde 1998 | - Venezuela - Sandro Finoglio |
| 1er dauphin       | - Porto Rico - Germán Cardoso |
| 2d dauphin        | - France - Gregory Rossi |
| Finalistes        | - Jamaïque - Kinte Thelwell - Espagne - Enrique Miranda García - États-Unis - Daniel Weaver                                                                                       |
| Demi-finalistes   | - Australie - Joel Williams - Belgique - Franck Clemente - Lettonie - Gatis Didrihsons - Norvège - Espen Engtroe - Royaume-Uni - Brett Phippen - RF Yougoslavie - Darko Marojevic |

### Récompenses spéciales
- Mister Personnalité :  Grèce - Dimitri Drabakoulos
- Mister Photogénique :  Portugal - Rubim Fonseca

## Participants
- Allemagne - Adrian Virgil Ursache
- Argentine -  Mariano Fernández
- Australie - Joel Williams
- Autriche - Andreas Sappl
- Belgique - Franck Clemente
- Bolivie - Steven Aras Zallio
- Brésil - Edilson Leite Ferreira
- Colombie - Felipe Arturo Barbosa Carrasco
- Croatie - Leonid Holjar
- Égypte - Hani Salama
- Espagne - Enrique Miranda García
- États-Unis - Daniel Weaver
- France - Gregory Rossi
- Grèce - Dimitri Drabakoulos
- Hongrie - Kristian Chis
- Inde - Sachin Khurana
- Irlande - Brian Guidera
- Israël - Elad Madany
- Italie - Matteo Mammi
- Jamaïque - Kinte Thelwell
- Lettonie - Gatis Didrihsons
- Liban - Ghassan Mawla
- Malaisie - Yap Leong Chai
- Malte - Nikovich Sammut
- Mexique - Eduardo Rodríguez Alvarez
- Norvège - Espen Engtroe
- Pays-Bas - Richard Van Bokkum
- Pérou - Jean Pierre Vismara
- Philippines - Rico Lee Miguel
- Pologne - Robert Koszucki
- Portugal - Rubim Fonseca
- Porto Rico - Germán Cardoso
- Royaume-Uni - Brett Phippen
- Russie - Alexey Korolev
- Singapour - Alvin Tan Wei Jin
- Slovaquie - Matus Hano
- Slovénie - Eduard Zalar
- Sri Lanka - Tariq Saleem
- Turquie - Bora Erdem
- Ukraine - Igor Skrypnychenko
- Uruguay - Mauro Ramírez Del Puerto
- Venezuela - Sandro Finoglio Speranza
- RF Yougoslavie - Darko Marojevic